# Declan Kennedy

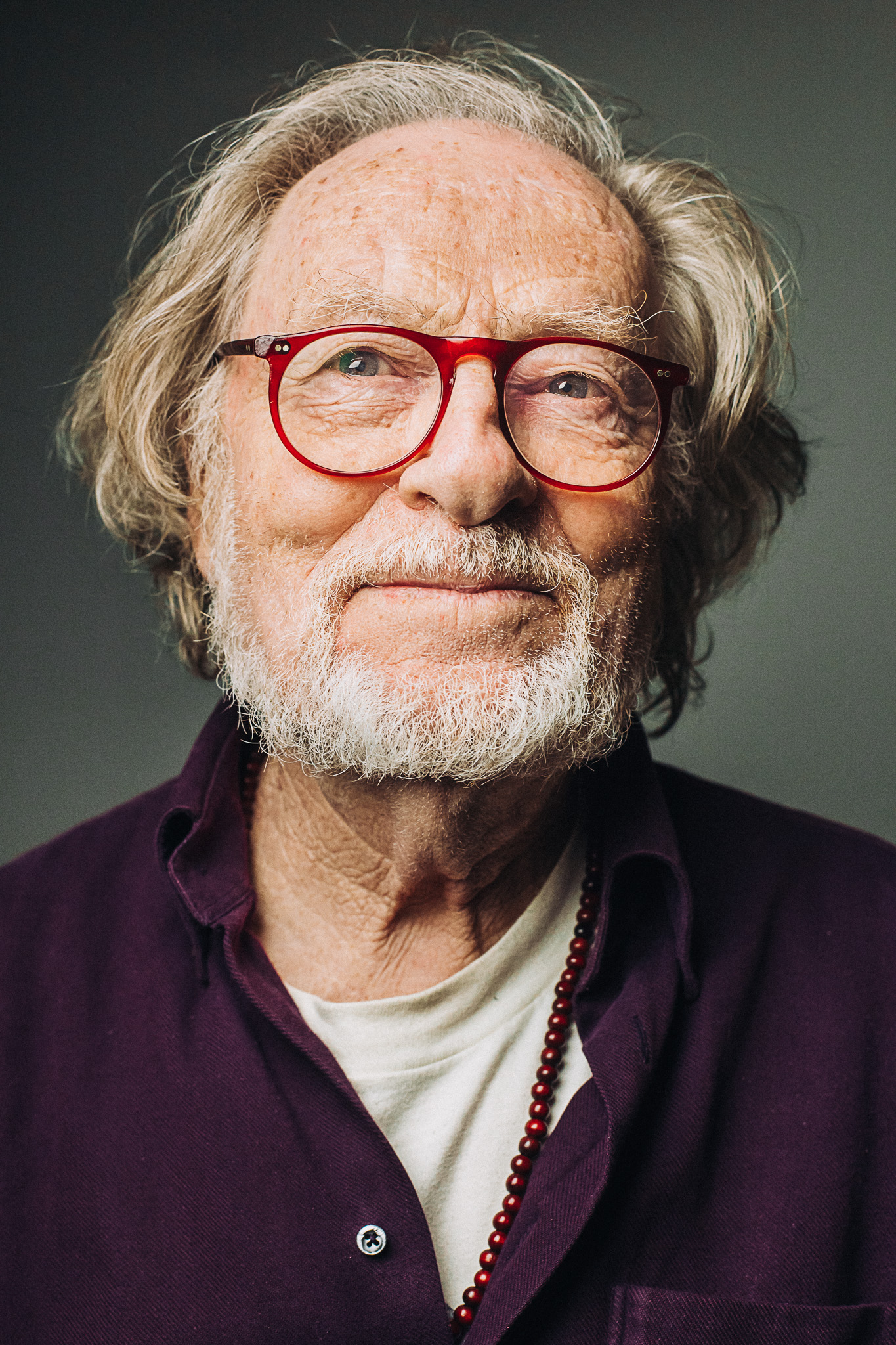
Declan Kennedy (2019)

Declan Kennedy (* 24. Juli 1934 in Dublin) ist ein irischer Architekt. Neben den Hauptinteressensgebieten Nachhaltigkeit, Ökologisches Bauen, Städtebau (Urban Design), Landschaftsplanung und Permakultur unter holistischen Gesichtspunkten ist Kennedy auch Mediator im Konfliktmanagement.

## Leben
Kennedy studierte von 1953 bis 1961 Architektur in Dublin und Darmstadt, mit anschließender Assistentenstelle am Lehrstuhl für Baugeschichte an der Technischen Hochschule Darmstadt. Von 1965 bis 1967 gestaltete er die Erneuerungsplanung für die Altstadt von Regensburg unter Prof. Hebebrand mit; danach promovierte er mit einem Doktoranden-Stipendium an der Universität von Pittsburgh in Pennsylvania. 1972 wurde er Professor für Städtebau am Institut für Wohnungsbau und Stadtteilplanung des Fachbereichs 8 Bauplanung und -fertigung an der Technischen Universität Berlin bis zum Jahr 1985; von 1975 bis 1978 war er 2. Vizepräsident der TU Berlin.
Von 1984 bis 1989 leitete er als Direktor das Permakultur-Institut für Europa (englisch: Permaculture Institute of Europe) und von 1989 bis 1994 als Koordinator das Ökoteam-Programm für den Global Action Plan (GAP) for the Earth. Von der Gründung 1995 bis 1999 war er Leiter des Europäischen Sekretariats und Vorsitzender des Globalen Ökodorf-Netzwerks für Europa.
Er war seit 1961 bis zu ihrem Tod im Dezember 2013 mit Margrit Kennedy verheiratet und lebt im Lebensgarten Steyerberg in Deutschland (Niedersachsen), wo er u. a. das Forschungs- und Demonstrationsprojekt Permakulturpark am Lebensgarten Steyerberg zur Naturerhaltung aufbaut.
Declan Kennedy wurde am 11. März 2025 durch den Bundespräsidenten das Verdienstkreuz am Bande des Verdienstordens der Bundesrepublik Deutschland verliehen.

## Mitgliedschaften und Ehrenämter
- Seit 1985 war er Mitglied des Ökodorfs Lebensgarten Steyerberg e. V. und war von 2004 bis 2006 Vorsitzender der Gemeinschaft.
- Seit 2005 Vorsitzender des Beirats der internationalen Gaia University sowie Gründer und Präsident von GaiaU-Germany.[3]
- Seit 2005 aktives Mitglied in der Union of International Associations, einem unabhängigen non-profit Forschungsinstitut und Dokumentationszentrum zur Information über internationale Organisationen in Brüssel, das bereits seit 1907 besteht.[4]